# 슈퍼아이돌 시즌2
《슈퍼아이돌 시즌2》는 MBC M에서 2016년 3월 8일부터 2016년 5월 31일까지 방송되었던 TV 프로그램이다. 중국을 중심으로 활동할 아이돌을 선발하는 프로그램이다.